# Clytie

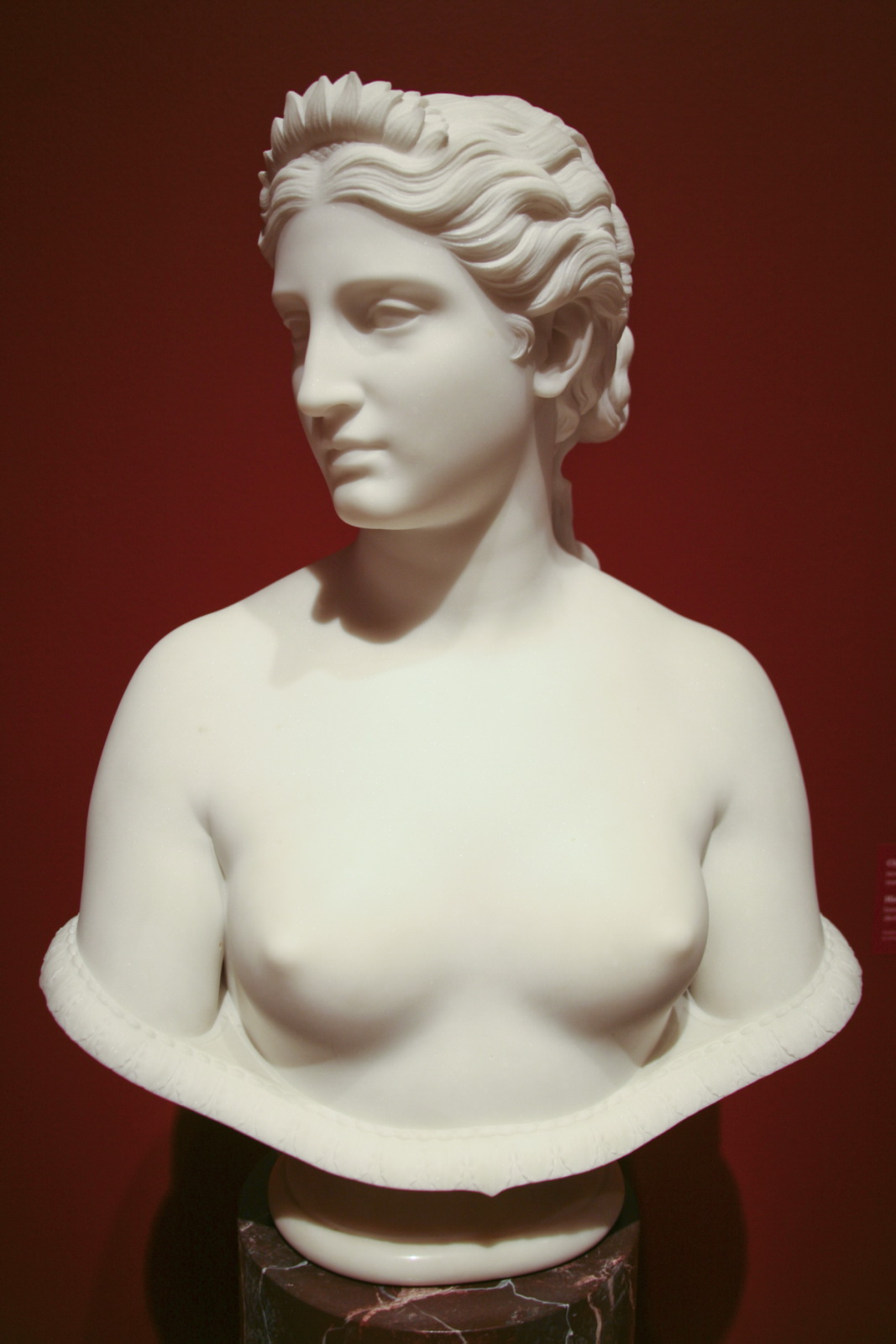
Bust of Clytie, tranh của Hiram Powers, modeled 1865-1867, carved 1873.

Clytia (hay Clytie) là 1 tiên nữ dưới nước nymph, con gái của Oceanus và Tethys trong thần thoại Hy Lạp. Nàng được Apollo yêu.

## Thần thoại

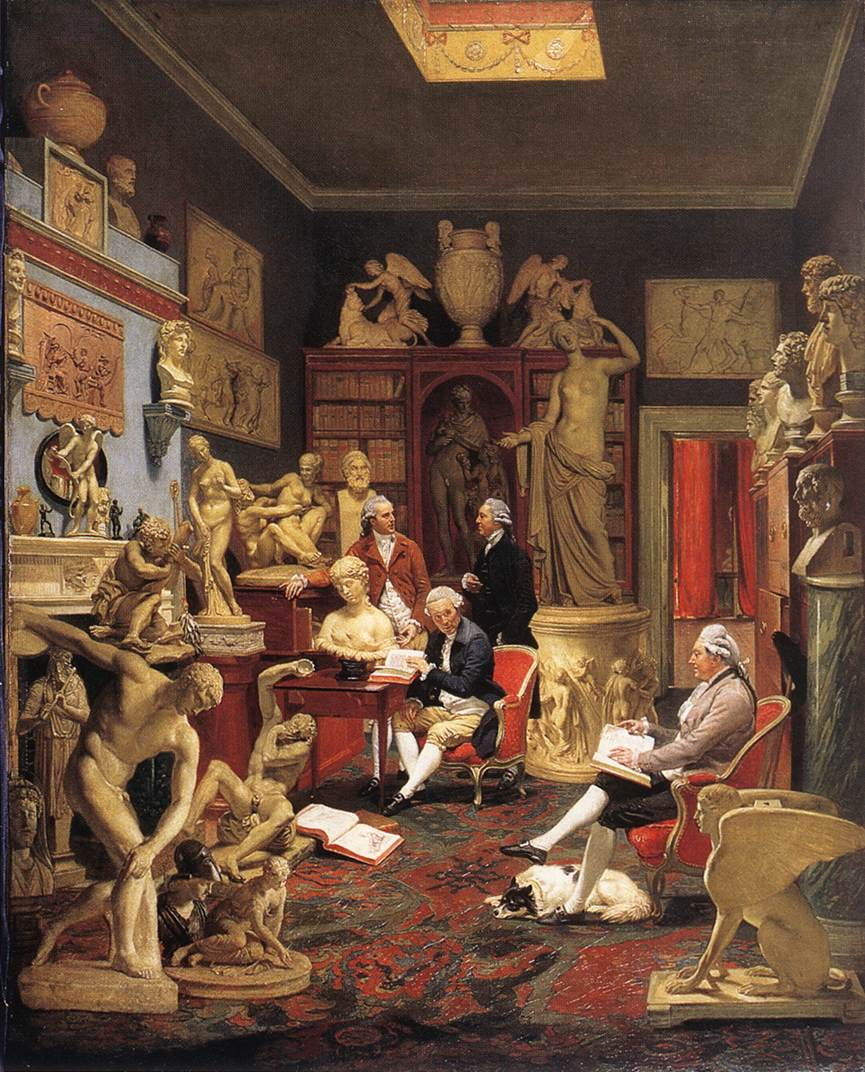
Bust of Clytie của Townley (bên trái bàn).

Clytia và Leucothea cùng yêu thần Mặt Trời Apollo (có bản là Helios). Nhưng Apollo lại khinh thị nàng và yêu Leucothoe. Trong cơn ghen, Clytia đã mách chuyện tình của hai người này cho Orchamus - cha của Leucothoe, cũng là đức vua xứ Ba Tư. Giận dữ, ông đã chôn sống con gái mình để trừng phạt nàng. Apollo không thể nào tha thứ được những điều mà Clytia đã gây ra cho người chàng yêu nên đã khiến cho Clytia rất đau khổ. Clytia muốn Apollo quay lại yêu nàng, nhưng những hành động của nàng lại chỉ làm chai cứng trái tim Apollo. Đau khổ, Clytia không ăn không uống, ngồi trên tảng đá và luôn dõi theo mặt trời - hành trình của Apollo. Sau 9 ngày, nàng hóa thành hoa Hướng dương, đầu luôn quay theo hành trình mặt trời đi từ Đông sang Tây mỗi ngày.